# لو إيفرت
لو إيفرت (بالإنجليزية: Lou Everett)‏ هو طيار أمريكي، ولد في 28 نوفمبر 1924 في بروكلين في الولايات المتحدة، وتوفي في 27 أبريل 1965.